# Leptosiaphos fuhni
Leptosiaphos fuhni — вид сцинкоподібних ящірок родини сцинкових (Scincidae). Ендемік Камеруну. Вид названий на честь румунського герпетолога Іона Едуарда Фуна.

## Поширення і екологія
Leptosiaphos fuhni відомі з типової місцевості, розташованої поблизу Абонг-Мбангу, на висоті 650 м над рівнем моря. Вони живуть у напіввічнозелених вологих тропічних лісах.